# Antonovo
Antonovo (en búlgaro: Антоново) es una ciudad de Bulgaria en la provincia de Targovishte.

## Geografía
Se encuentra a una altitud de 493 m s. n. m. a 392 km de la capital nacional, Sofía.

## Demografía
Según estimación 2013 contaba con una población de 1 232 habitantes.
|         | 2004  | 2005  | 2006  | 2007  | 2008  | 2009  | 2010  | 2011  |
| Mujeres | 806   | 778   | 759   | 747   | 729   | 721   | 704   | 782   |
| Varones | 798   | 775   | 759   | 737   | 725   | 732   | 725   | 789   |
| Total   | 1 604 | 1 553 | 1 518 | 1 484 | 1 454 | 1 453 | 1 429 | 1 571 |